# Харингзее
Харингзее (нем. Haringsee) — коммуна (нем. Gemeinde) в Австрии, в федеральной земле Нижняя Австрия.
Входит в состав округа Гензерндорф. Население составляет 1171 человек (на 31 декабря 2005 года). Занимает площадь 27,11 км². Официальный код — 3 08 25.

## Политическая ситуация
Бургомистр коммуны — Йозеф Бройер (АНП) по результатам выборов 2005 года.
Совет представителей коммуны (нем. Gemeinderat) состоит из 19 мест.
- АНП занимает 13 мест.
- СДПА занимает 6 мест.